# تائسا
تائسا (انگلیسی: Taesa S.A.) شرکت برق برزیلی است، که در سال ۲۰۰۰ تأسیس شد.